# Cahul (arrondissement)
Het arrondissement Cahul is een arrondissement van Moldavië. De zetel van het arrondissement is de stad Cahul. Het arrondissement ligt in het zuiden van Moldavië.
De 37 gemeenten, incl. deelgemeenten (localitățile) van Cahul:
- Alexanderfeld
- Alexandru Ioan Cuza
- Andrușul de Jos
- Andrușul de Sus
- Badicul Moldovenesc
- Baurci-Moldoveni
- Borceag
- Brînza
- Bucuria
- Burlăceni, incl. Greceni
- Burlacu, incl. Spicoasa
- Cahul, met de titel orașul (stad), incl. Cotihana
- Chioselia Mare, incl. Frumușica
- Cîșlița-Prut
- Colibași
- Crihana Veche
- Cucoara, incl. Chircani
- Doina, incl. Iasnaia Poleana en Rumeanțev
- Găvănoasa, incl. Nicolaevca en Vladimirovca
- Giurgiulești
- Huluboaia
- Iujnoe
- Larga Nouă, incl. Larga Veche
- Lebedenco, incl. Hutulu en Ursoaia
- Lopățica
- Lucești
- Manta, incl. Pașcani
- Moscovei, incl. Trifeștii Noi
- Pelinei, incl. Sătuc
- Roșu
- Slobozia Mare
- Taraclia de Salcie
- Tartaul de Salcie, incl. Tudorești
- Tătărești
- Vadul lui Isac
- Văleni
- Zîrnești, incl. Paicu en Tretești